# Prekornica
Prekornica este un sat din comuna Cetinje, Muntenegru. Conform datelor de la recensământul din 2003, localitatea are 5 locuitori (la recensământul din 1991 erau 16 locuitori).

## Demografie
În satul Prekornica locuiesc 5 persoane adulte, iar vârsta medie a populației este de 77,5 de ani (75,5 la bărbați și 78,8 la femei). În localitate sunt 4 gospodării, iar numărul mediu de membri în gospodărie este de 1,25.
|  |

| Demografie | Demografie | Demografie |
| An         | Locuitori  | Locuitori  |
| ---------- | ---------- | ---------- |
|            |            |            |
|            |            |            |
|            |            |            |
|            |            |            |
| 1948       | 258        |            |
| 1953       | 285        |            |
| 1961       | 236        |            |
| 1971       | 99         |            |
| 1981       | 26         |            |
| 1991       | 16         | 16         |
| 2003       | 5          | 5          |

| \| Componența etnică conform recensământului din 2003[2] \| Componența etnică conform recensământului din 2003[2] \| Componența etnică conform recensământului din 2003[2] \| Componența etnică conform recensământului din 2003[2] \| Componența etnică conform recensământului din 2003[2] \| \| ----------------------------------------------------- \| ----------------------------------------------------- \| ----------------------------------------------------- \| ----------------------------------------------------- \| ----------------------------------------------------- \| \| \| \| \| \| \| \| Muntenegreni \| Muntenegreni \| \| 5 \| 100% \| \| necunoscută \| necunoscută \| \| 0 \| 0% \| |              |  |   |      |
| Componența etnică conform recensământului din 2003 |              |  |   |      |
| |              |  |   |      |
| Muntenegreni | Muntenegreni |  | 5 | 100% |
| necunoscută | necunoscută  |  | 0 | 0%   |